# Хара-Руд
Хара-Руд (перс. خرارود) — село в Ірані, у дегестані Хараруд, в Центральному бахші, шагрестані Сіяхкаль остану Ґілян. За даними перепису 2006 року, його населення становило 861 особу, що проживали у складі 223 сімей.

## Клімат
Середня річна температура становить 14,52°C, середня максимальна – 28,46°C, а середня мінімальна – 0,14°C. Середня річна кількість опадів – 1111 мм.
| Клімат поселення                              | Клімат поселення | Клімат поселення | Клімат поселення | Клімат поселення | Клімат поселення | Клімат поселення | Клімат поселення | Клімат поселення | Клімат поселення | Клімат поселення | Клімат поселення | Клімат поселення | Клімат поселення |
| Показник                                      | Січ.             | Лют.             | Бер.             | Квіт.            | Трав.            | Черв.            | Лип.             | Серп.            | Вер.             | Жовт.            | Лист.            | Груд.            |                  |
| Середній максимум, °C                         | 10,83            | 10,94            | 12,78            | 17,64            | 21,72            | 26,64            | 28,46            | 28,34            | 24,07            | 21,25            | 17,17            | 12,46            |                  |
| Середня температура, °C                       | 5,48             | 5,59             | 7,43             | 12,30            | 16,37            | 21,28            | 24,14            | 24,02            | 19,74            | 16,93            | 12,85            | 8,14             |                  |
| Середній мінімум, °C                          | 0,14             | 0,23             | 2,09             | 6,95             | 11,03            | 15,94            | 19,78            | 19,68            | 15,41            | 12,59            | 8,51             | 3,79             |                  |
| Норма опадів, мм                              | 112              | 93               | 88               | 50               | 46               | 31               | 31               | 56               | 117              | 180              | 162              | 145              |                  |
| Середньомісячна швидкість вітру, м/с          | 2.30             | 2.46             | 2.40             | 2.40             | 2.30             | 2.48             | 2.60             | 2.26             | 2.11             | 2.00             | 2.00             | 2.20             |                  |
| Середньомісячна сонячна радіація, кДж/м²·день | 7081             | 9139             | 11083            | 15647            | 19845            | 21835            | 22278            | 19026            | 15706            | 11007            | 8735             | 6764             |                  |
| --------------------------------------------- | ---------------- | ---------------- | ---------------- | ---------------- | ---------------- | ---------------- | ---------------- | ---------------- | ---------------- | ---------------- | ---------------- | ---------------- | ---------------- |
| Джерело:                                      |                  |                  |                  |                  |                  |                  |                  |                  |                  |                  |                  |                  |                  |